# Torvastad
Torvastad est le territoire faisant la partie nord de l'île et municipalité de Karmøy (comté du Rogaland, Norvège). Avant 1965, Torvastad était une municipalité indépendante incluant l'île de Vibrandsøy.

## Histoire
La paroisse de Torvestad a été établie comme municipalité le 1er janvier 1838 (voir Formannskapsdistrikt). Le 1er février 1855, le quartier Haugesund est séparé de Torvastad pour former une municipalité à part. Cette séparation a laissé Torvastad avec 3 242 habitants. Une deuxième séparation a eu lieu quand Skåre a été éclaté le 1er novembre 1881 et Utsira a suivi le 1er juillet 1924. À ce moment-là, Torvastad avait une population de 2 187 habitants.
Au 1er janvier 2009, la municipalité de Torvastad comptait 3 343 habitants, incluant Storesund, Håland, Hauge et Bø.
Le 1er janvier 1965, le district de Vibrandsøy, comptant alors 70 habitants, a été muté dans Haugesund. Le reste de Torvastad, avec 3 783 habitants, est alors fusionné avec Avaldsnes, Kopervik, Skudenes, Skudeneshavn, Stangaland et Åkra pour former une nouvelle municipalité : Karmøy.